# Speeder bike
En la saga de películas de Star Wars, los speeder bikes (también llamadas moto jets) son vehículos repulsores de elevación, muy populares en toda la galaxia como transportes personales y vehículos de recreo.
Son usados por los Scout Troopers con motivos militares en caso de necesitar velocidad; los speeder bikes llegan a alcanzar los 500 km/h. Los Scout Troopers usaban el modelo Aratech 74-Z, que podía recorrer miles de kilómetros sin ningún mantenimiento, lo que les permitía patrullar durante semanas sin apoyo.
A veces son transportados en un transbordador de aterrizaje centinela en el que se pueden cargar seis Speeder Bikes, una docena de blásters y cincuenta y cuatro Clone Troopers.
- Datos: Q2299282